# Хромаково
Хромаково (пол. Chromakowo) — село в Польщі, у гміні Лютоцин Журомінського повіту Мазовецького воєводства.
Населення — 289 осіб (2011).
У 1975-1998 роках село належало до Цехановського воєводства.

## Демографія
Демографічна структура станом на 31 березня 2011 року:
|          | Загалом | Допрацездатний вік | Працездатний вік | Постпрацездатний вік |
| -------- | ------- | ------------------ | ---------------- | -------------------- |
| Чоловіки | 147     | 29                 | 98               | 20                   |
| Жінки    | 142     | 33                 | 76               | 33                   |
| Разом    | 289     | 62                 | 174              | 53                   |